# 安土涼
安土涼（日語：あづち涼，1977年11月14日—），日本男性漫畫家。出身於北海道札幌市。

## 人物簡介
2003年以短篇《夜》參加小學館《週刊少年Sunday》（第9、10月期）卻僅差一步就入圍。但是不久之後，2004年1月決定前往東京。同年，以短篇《大江戶快速飛腳便》第二次參加（第3、4月期）成功入圍佳作。並在5月擔任過福地翼的助理。
2007年，以短篇參加另一間出版社Mag Garden舉辦的「月刊Comic BLADE 漫畫獎Neo」入圍期待奬。
2008年，短篇《迷糊軟網社》連載化，2010年決定改編成電視動畫，2011年4月至6月首播。
2013年起連載以足球俱樂部為主題的《執事》。

## 作品列表

### 成人遊戲
- 復仇 ～凌辱之刃～（日语：復讐 〜陵辱の刃〜）（擔任原畫，CROWD（日语：CROWD），2001年）

### 漫畫
連載
- 迷糊軟網社（《月刊Comic BLADE》2008年10月號－2013年1月號，Mag Garden，全8冊）東立出版社
- 執事（WebComic Beat's 2013年12月25日－，協力：FC東京、味之素體育場）

短篇
- 眼鏡遊戯（《週刊少年Sunday超（日语：週刊少年サンデーS）》2005年9月25日號，小學館）
- 迷糊軟網社（《月刊Comic BLADE》2008年6月號，Mag Garden）

## 來源
1. 1 2 3 4 5 6  . 安土涼的官方個人網站.   [2017-01-03]. （原始内容存档于2020-02-20） （日语）.

## 外部連結
- POE-SHOP （页面存档备份，存于） （日語）－安土涼的官方個人網站。
- 安土涼的X（前Twitter） （日語）